# Берже, Анри-Жорж
Анри-Жорж Берже (фр. Herman Georges Berger, 1 августа 1875, Бассан, Жиронда — 13 января 1924, Ницца) — французский фехтовальщик-шпажист, олимпийский чемпион 1908 года в командных состязаниях.

## Биография
Родился 1 августа 1875 года в Бассане, департамент Жиронда. 
В 1900 году принял участие в Олимпийских играх в Париже, где выступал в индивидуальном зачёте в соревнованиях шпажистов и рапиристов, в обоих случаях выбыл в первом же раунде. 
В 1908 году на Олимпийских играх в Лондоне в индивидуальном первенстве шпажистов дошёл только до полуфинала, но стал олимпийским чемпионом в команде.
Умер 13 января 1924 года в Ницце.